# Kirkenes
Kirkenes (Girkonjárga in sami, Kirkkoniemi in finlandese), è una città della Norvegia, abitata da 3.444 persone, affacciata sul Mare di Barents.

## Geografia fisica
Kirkenes si trova nella parte orientale della contea di Finnmark, più precisamente nel comune di Sør-Varanger di cui è capoluogo, ed è situata a pochi chilometri dal confine russo.

La città sorge sulla sponda sud del Varangerfjord su di una punta tra il Langfjord e la foce del fiume Pasvikelv.
Kirkenes si trova a nord del circolo polare artico e dal 15 maggio, per la durata di circa due mesi, è possibile ammirare il fenomeno del sole di mezzanotte; quel fenomeno che, con l'approssimarsi del solstizio d'estate, si verifica al di sopra dei circoli polari dove il sole non scende mai sotto l'orizzonte e di conseguenza non cala mai la notte.

L'effetto è dovuto al fatto che l'asse di rotazione terrestre è inclinato di circa 23 gradi rispetto al piano dell'orbita (eclittica).
Kirkenes, nel periodo che intercorre tra il 15 maggio ed il 28 luglio, non vede mai tramontare il sole ma nel periodo invernale, pur non sorgendo mai il sole al di sopra dell'orizzonte per oltre due mesi, non si verifica il fenomeno della cosiddetta notte polare: questo è dovuto al crepuscolo che impedisce il calare del buio totale
Nei mesi invernali a Kirkenes, come in tutte le zone al di sopra dei 60° di latitudine nord, è possibile ammirare il fenomeno dell'aurora boreale.

## Storia

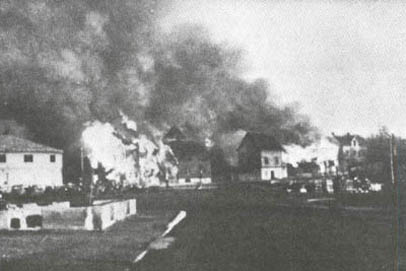
Kirkenes in fiamme nell'ottobre del 1944

La zona è stata sempre contesa tra norvegesi e russi e fino al 1826, anno durante il quale furono definitivamente delineati i confini nazionali, sia russi che norvegesi occupavano congiuntamente tutta l'area. Nella città ancora oggi è presente una comunità russa che, dopo la dissoluzione dell'URSS, tende sempre più ad ingrandirsi (è l'unica città norvegese dove le indicazioni sono scritte anche in russo).
Nel 1906 vennero scoperte miniere di ferro, perciò durante la prima guerra mondiale Kirkenes divenne un importante centro per l'economia bellica. Durante la seconda guerra mondiale i nazisti, intuendo il potenziale economico e strategico della zona (a pochi chilometri dal porto russo di Murmansk), durante l'operazione volpe argentata, occuparono la città con circa 100.000 soldati. Kirkenes alla fine del conflitto risultò totalmente rasa al suolo a causa degli scontri tra sovietici e tedeschi.
In tempi più recenti la città ha visto progressivamente calare d'importanza il suo sito minerario in quanto lo sfruttamento delle miniere di ferro non è risultato più redditizio per l'industria siderurgica e nel 1996 l'ultima miniera fu chiusa.

## Infrastrutture e trasporti
Kirkenes è raggiungibile con autoveicoli o motoveicoli percorrendo la strada europea E06
La città è servita da un piccolo aeroporto turistico, distante circa 13 km dal centro, ed i collegamenti verso il sud del Paese sono garantiti mediante un servizio di autobus e di pullman in quanto la linea ferroviaria norvegese termina più a sud, a Bodø.
Il porto di Kirkenes è il capolinea degli scali dei battelli Hurtigruten.